# دریاچه آلائوترا

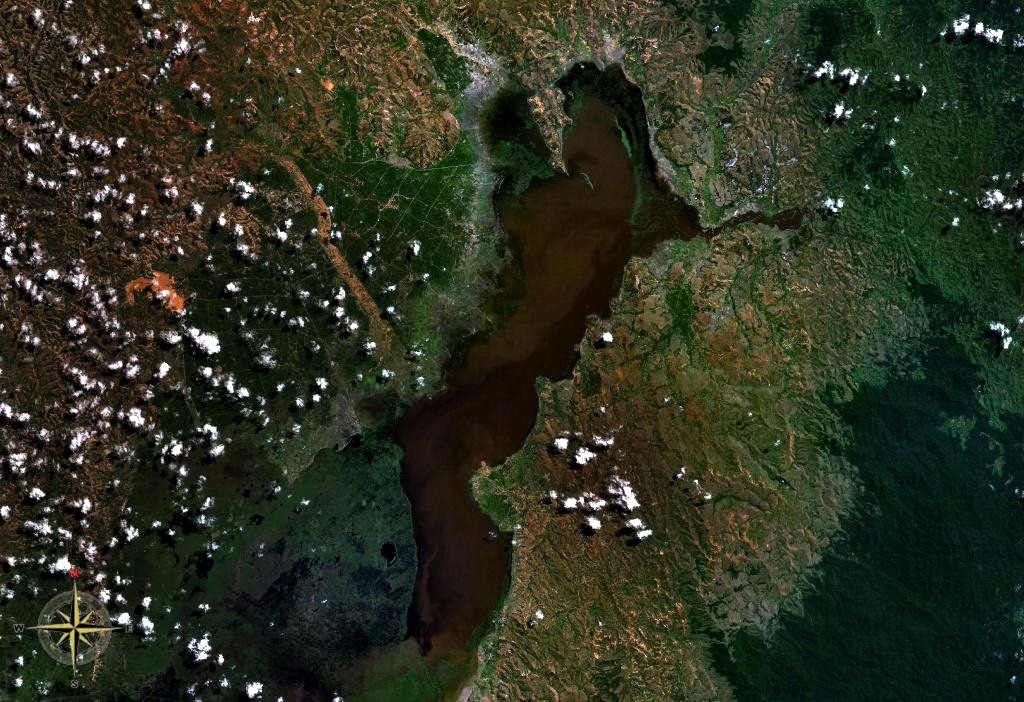
دید ماهواره‌ای.

دریاچه آلائوترا (فرانسوی: Lac Alaotra‎) بزرگترین دریاچه ماداگاسکار است که در منطقه آلائوترا-مانگورو و در فلات مرکزی جزیره واقع شده‌است. 
حوضه آن از دریاچه‌ها و باتلاق‌های آب شیرین کم‌عمق تشکیل شده که مناطق پرگیاه آن را فراگرفته‌اند. این منطقه مهم‌ترین منطقه کشت برنج جزیره را تشکیل می‌دهد. دریاچه آلائوترا یک زیستگاه غنی برای حیات وحش است، از جمله برخی از گونه‌های نادر و در معرض خطر، و همچنین یک محل ماهیگیری مهم است. 
دریاچه آلائوترا و تالاب‌های اطراف آن ۷۲۲۳ کیلومتر مربع مساحت دارد و شامل طیف وسیعی از زیستگاه‌ها از جمله آب‌های آزاد، بسترهای نیزار، باتلاق‌ها و شالیزارهاست. 
خود دریاچه ۹۰۰ کیلومتر مربع مساحت دارد. دریاچه آلائوترا طبق کنوانسیون بین‌المللی رامسر در تاریخ ۲ فوریه ۲۰۰۳ به عنوان تالابی با اهمیت بین‌المللی اعلام شد. 
ماهی تیلاپیای باله‌بلند در سال ۱۹۵۴ از سرزمین اصلی آفریقا به دریاچه آلائوترا آورده شد و به سرعت تکثیر شد. در سال ۱۹۵۷، این گونه از ماهی ۴۶ درصد از صید را تأمین کرد. علت این امر شاید گیاه‌خوار بودن این ماهی و بستر مناسب برای این نوع تغذیه در این دریاچه باشد.